# Supermarine Walrus
Il Supermarine Walrus (tricheco) era un aereo anfibio biplano a scafo centrale prodotto dalla britannica Supermarine Aviation Works Ltd, entrato in servizio a metà degli anni trenta ed impiegato come ricognitore marittimo durante la seconda guerra mondiale.

## Storia del progetto
Progettato da Reginald Joseph Mitchell, il Walrus è stato sviluppato su una specifica richiesta da parte della Royal Australian Air Force (RAAF) per dotare i propri incrociatori di un velivolo da ricognizione marittima.
In sostanza si trattava di uno sviluppo del Seagull del 1922 (tanto che inizialmente venne designato Seagull Mk.V): del predecessore manteneva la struttura complessiva mentre venne sostituita l'unità motrice, passando dal Napier Lion (motore W12, posto in posizione traente) al Bristol Pegasus (radiale, disposto in posizione spingente).
Disegnato per essere lanciato tramite una catapulta, il Walrus (il cui prototipo volò per la prima volta il 21 giugno del 1933) fu il primo velivolo anfibio al mondo dotato di carico bellico ad adottare questa soluzione.

## Tecnica

### Struttura
Il Walrus era un biplano anfibio con carrello di atterraggio retrattile; lo scafo centrale poteva essere metallico (nel caso delle versioni Seagull Mk.V e Walrus Mk.I) o di legno (nella versione Walrus Mk.II); alle estremità delle ali inferiori erano disposti galleggianti stabilizzatori.
Le ali erano ripiegabili, al fine di facilitare lo stivaggio sulle navi che lo impiegavano; l'ingombro del velivolo con le ali ripiegate era di poco inferiore ai 5,50 m.

### Motore
Poco al di sotto dell'ala superiore era posizionato il motore: nel prototipo era impiegato un Bristol Jupiter IX, ma nelle versioni di serie venne installato il radiale Bristol Pegasus VI (motore a 9 cilindri da 775 hp) disposto in posizione spingente; l'elica era di tipo quadripala in legno (ottenuta accoppiando due eliche bipala, avvitate sullo stesso mozzo).
In funzione della disposizione spingente e del senso di rotazione, il flusso d'aria generato dall'elica indirizzato verso gli impennaggi provocava l'imbardata del velivolo; per ovviare a tale inconveniente il motore era disposto disassato di tre gradi.

### Armamento
L'armamento difensivo era costituito da una mitragliatrice Vickers K calibro 7,7 mm sistemata nella postazione di prua e da una o due armi identiche disposte nella postazione situata nel tronco posteriore della fusoliera. In apposite rastrelliere alloggiate sotto l'ala inferiore, potevano essere trasportate bombe o cariche di profondità fino ad un peso massimo di 600 lb (pari a 272 kg).

## Impiego operativo
La prima forza aerea ad impiegare il Walrus (come detto, con la designazione di Seagull Mk.V) fu la Royal Australian Air Force, che lo destinò a bordo degli incrociatori pesanti HMAS Australia e HMAS Canberra e degli incrociatori leggeri HMAS Perth, HMAS Sydney e HMAS Hobart.
L'anno successivo fu la volta della Fleet Air Arm, che impiegò i Walrus su tutte le principali unità della flotta attrezzate per il trasporto di velivoli. La prima consegna fu destinata all'incrociatore leggero HMS Achilles, che all'epoca faceva ancora parte della divisione neozelandese della Royal Navy (la Royal New Zealand Navy divenne una forza autonoma solo nel 1941). Tra le altre, i Walrus vennero impiegati anche dalla nave appoggio idrovolanti HMS Albatross.
Il compito principale dei Walrus era quello di osservatori in favore delle artiglierie delle unità navali di appartenenza; di tale tipologia di impiego si hanno testimonianze limitate alla Battaglia di capo Teulada (ad opera di velivoli basati sugli incrociatori HMS Renown e HMS Manchester) ed alla Battaglia di Capo Matapan (in questo caso si trattò di un solo velivolo imbarcato sull'incrociatore HMS Gloucester).
A partire dal 1943, in ragione del perfezionamento del radar, l'impiego dei velivoli imbarcati sulle unità da battaglia venne progressivamente abbandonato.
Il Walrus venne impiegato anche nella lotta ai sommergibili: almeno 5 sommergibili sono stati gravemente danneggiati o affondati in missioni cui hanno partecipato i Walrus.
Tra questi avvenimenti si ricorda l'affondamento del sommergibile Poncelet (all'epoca in forza alla Repubblica di Vichy), cui prese parte un Walrus imbarcato sull'Albatross e (tra l'altro, l'ultimo in ordine cronologico) quello del sommergibile Ondina, avvenuto l'11 luglio 1942.
Tra gli episodi relativi alle missioni antisommergibili, viene ricordata l'infruttuosa caccia ad un sommergibile avvenuta il 3 ottobre 1941: in seguito si scoprì che l'unità interessata apparteneva alla Marina Sovietica.
Oltre alle missioni di combattimento, i Walrus vennero frequentemente impiegati anche nelle missioni di soccorso in mare.

## Versioni

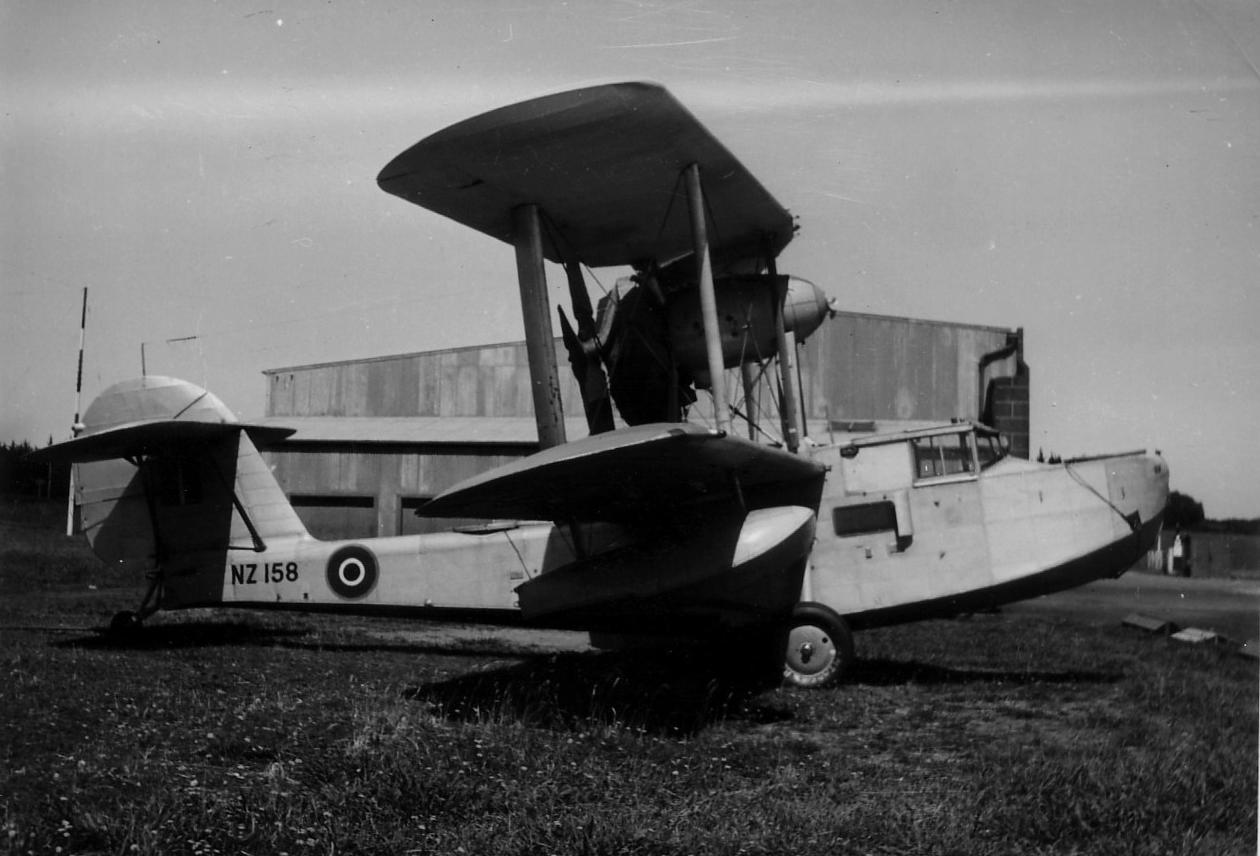
Un Supermarine Walrus in versione addestratore presso la RNZAF.

- Seagull Mk.V: versione iniziale, prodotta su richiesta della Royal Australian Air Force. Motorizzata con un Brisol Pegasus IIM2 e dotata di scafo metallico, venne prodotta in 24 unità.
- Walrus Mk.I: versione di serie dotata di scafo metallico e motore Bristol Pegasus VI. Prodotta in 555 esemplari, di cui 285 dalla Supermarine ed altri 270 dalla Saunders-Roe.
- Walrus Mk.II: versione di serie dotata di scafo in legno, prodotta in 191 esemplari dalla Saunders-Roe.

I dati sulle versioni sono tratti da Enciclopedia l'Aviazionee "www.historyofwar.org".

## Utilizzatori

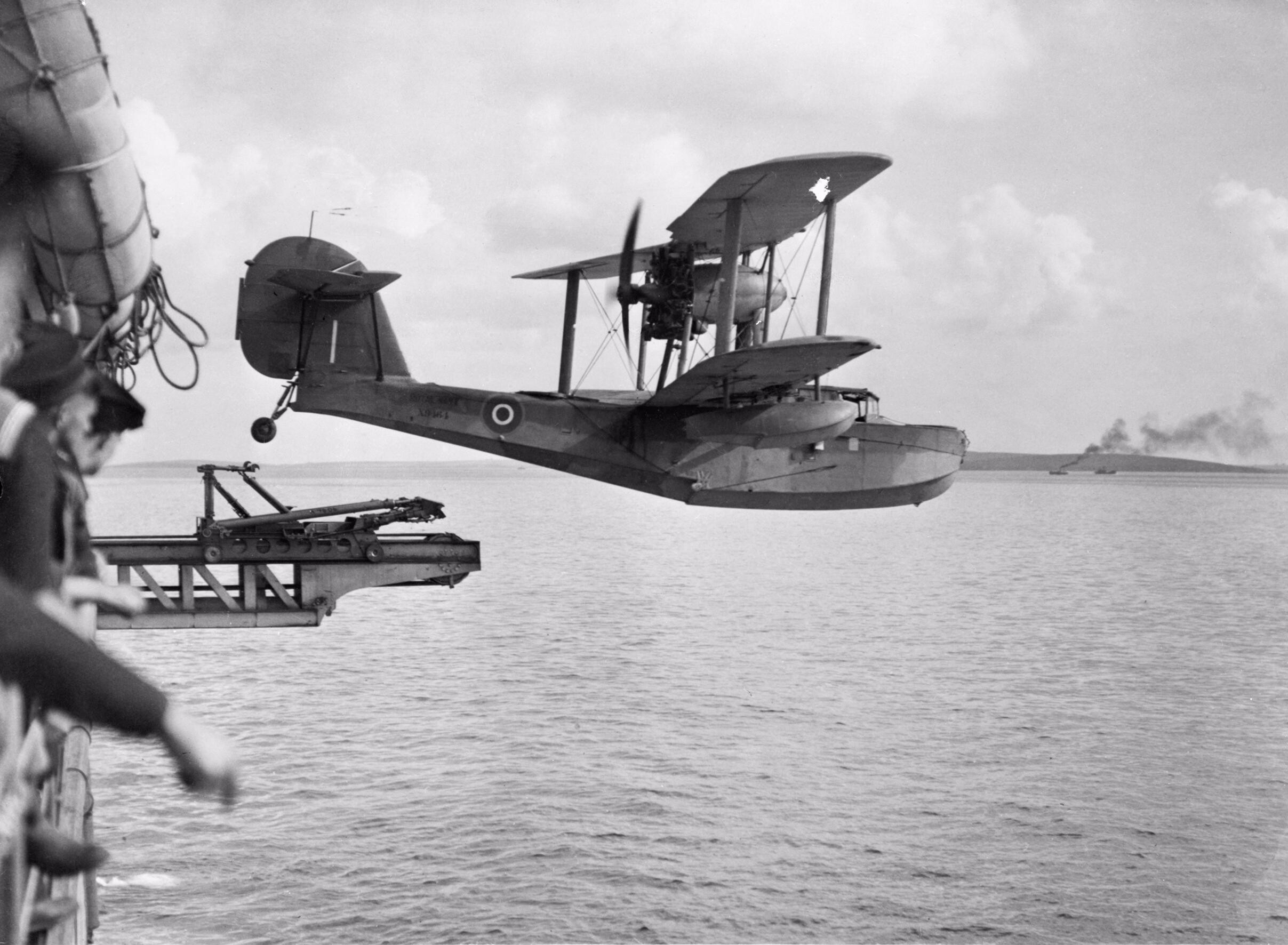
Un Supermarine Walrus appena catapultato dall'incrociatore HMS Bermuda, classe Crown Colony Fiji, della Royal Navy.

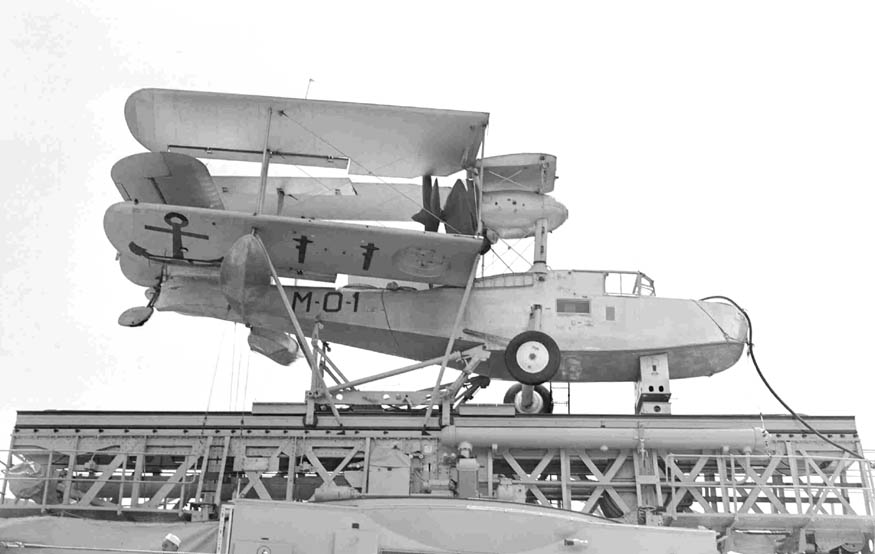
Un Supermarine Walrus con le ali ripiegate montato sulla catapulta dell'incrociatore

### Militari
Argentina
- Aviación Naval

operò con 8 Walrus 315.
 Australia
- Royal Australian Air Force

 Canada
- Royal Canadian Air Force

 Egitto
 Francia
- Marine nationale

 Irlanda
- Aer Chór na hÉireann

 Nuova Zelanda
- Royal New Zealand Air Force
  - No. 5 Squadron RNZAF
  - Seaplane Training Flight

 Regno Unito
- Fleet Air Arm
- Royal Air Force

 Turchia
- Türk Hava Kuvvetleri

 Unione Sovietica
- Aviacija Voenno-Morskogo Flota

### Civili
Australia
- Amphibious Airways

 Paesi Bassi
- Due velivoli imbarcati sulla baleniera Willem Barendsz

 Norvegia
- Vestlandske Luftfartsskelskap

 Regno Unito
- United Whalers

## Velivoli comparabili
Italia
- CANT 25

## Velivoli esistenti

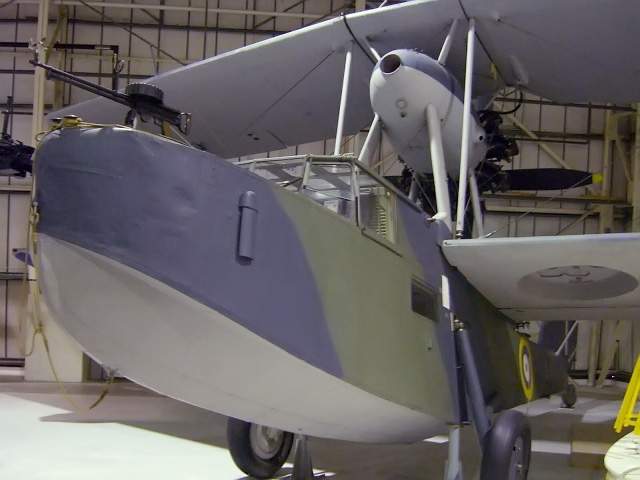
Il Seagull V esposto presso il RAF Museum London.

Sono ancora 4 gli esemplari di Walrus arrivati ai nostri giorni di cui uno quasi alle condizioni di volo.
Questo, matricola W2718 (G/RNLI), è parte della collezione del Solent Sky, un museo aeronautico con sede a Southampton, in Inghilterra. Il museo attualmente sta attuando una raccolta di fondi per riportare alle condizioni di volo il proprio velivolo.
Il Walrus HD 874 è conservato presso il Royal Australian Air Force Museum sito a Point Cook nella periferia di Melbourne, Victoria, Australia. Questo esemplare era usato nelle ricognizioni nelle regioni Antartico e nel 1947 rimase gravemente danneggiato da un uragano a Heard Island. Recuperato nel 1980 venne fatto oggetto di un accurato restauro tra il 1993 ed il 2002.
Il RAF Museum London espone il Seagull V A2-4, uno degli originali velivoli australiani che volarono dai diversi incrociatori tra i quali l'HMAS Sydney.
Il Walrus L2301 è esposto presso il Fleet Air Arm Museum di Yeovilton, in Inghilterra. Questo è uno degli esemplari che volarono con l'irlandese Aer Chór na hÉireann prima di essere restituito, dopo la fine della seconda guerra mondiale, alla Fleet Air Arm che lo utilizzò come aereo da addestramento.

### Pubblicazioni
- (EN) David Brown, Supermarine Walrus I & Seagull V Variants, in Aircraft in Profile, vol. 11, 1972.
- (EN) Alan W. Hall, Aircraft in Detail-The Supermarine Walrus, in Scale Aircraft Modelling Magazine, vol. 8, n. 7, aprile 1986.